# Micromus vulcanius
Micromus vulcanius är en insektsart som beskrevs av Monserrat 1993. Micromus vulcanius ingår i släktet Micromus och familjen florsländor. Inga underarter finns listade i Catalogue of Life.